# 예브게니 티셴코
예브게니 안드레예비치 티셴코(러시아어: Евге́ний Андре́евич Ти́щенко, 1991년 7월 15일~)는 러시아의 권투 선수로 2016년 하계 올림픽에서 헤비급 금메달을 획득했다.